# Barcelona Sporting Club (baloncesto)
El Barcelona Sporting Club es una institución polideportiva de Guayaquil, Ecuador, fundada el 1 de mayo de 1925 y dedicada especialmente a la práctica del fútbol. La sección de baloncesto del club comenzó a funcionar al mismo tiempo desde que el club se incorporaba.
Barcelona fue campeón de la liga ecuatoriana de baloncesto en 2008. Actualmente juega en la Liga Basquet Pro y hace de local en el Coliseo Abel Jimenez Parra.

## Historia
Los primeros antecedentes de la rama de baloncesto del Barcelona Sporting Club datan de los años 1925. Su debut en competencias oficiales aconteció en 1926, afiliándose a la Federación Deportiva del Guayas, ingresando a la segunda división de ascenso del baloncesto del Guayas. En los años posteriores el club logró ascender de forma consecutiva hasta debutar en primera división en 1934. 
Durante las décadas de los 60 y 70, Barcelona fue un constante animador del baloncesto guayaquileño y nacional a pesar de que había grandes clubes que se llevaban el favoritismo como su archirrival Emelec, Liga Deportiva Estudiantil, Athletic Club, Liga de Quito, Wesco, Banco Central entre otros. El club tuvo participaciones esporádicas en torneos provinciales y nacionales, sin embargo, en 1986 decide dejar de participar en torneos nacionales, y en el año 2003 el club decide retirarse de los torneos de la Asociación de Basketball del Guayas  debido a falta de interés y sobre todo a la falta de apoyo del baloncesto ecuatoriano.
En 2008 tras una ausencia de 5 años, Barcelona regresa a las canchas del básquet ecuatoriano, ese año la sección de baloncesto tuvo la mejor temporada de toda su historia con el profesor Enrique Zeballos como entrenador. Barcelona logra adjudicarse el Torneo Abierto del Guayas, poco después logra ganar el Torneo de la Asociación de Basketball del Guayas al derrotar por 2-0 en la serie al equipo pentacampeón de La Salle. Durante la misma temporada hizo historia al coronarse por primera vez campeón de la Liga Nacional de Baloncesto, tras vencer al equipo de la Escuela Superior Politécnica del Ejército. Con la obtención del campeonato nacional Barcelona logra clasificar a la ultima edición del Campeonato Sudamericano de Clubes Campeones realizado en el Coliseo Voltaire Paladines Polo de Guayaquil, donde tuvo una discreta participación.  
Para el año 2009, Barcelona repite su participación en el torneo de la Asociación de Basketball del Guayas, se enfrento a los equipos de la Fundación Honorato Haro, La Salle, Asociación Deportiva Naval, ESPOL y Uruguay. Tras vencer al equipo de La Salle en semifinales, Barcelona logra acceder a la final donde posteriormente logra el vicecampeonato al caer frente al equipo de la Fundación Honorato Haro. Durante el mismo año los problemas económicos por lo que atravesó la institución propiciaron la desafiliación y el retiro del club de la liga nacional a mediados del 2009. 

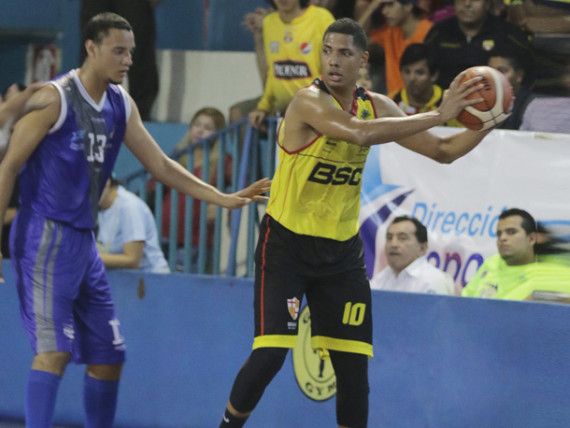
Clásico del Astillero

En 2013 el Barcelona Sporting Club reanuda su división de baloncesto con su regreso a la liga nacional donde se clasificó cuarto a los play-offs. En cuartos de final se impone 2-1 en la serie al equipo de San Vicente Martir avanzando a semifinales donde cae frente a Club ComuniKT de Ambato, equipo que se coronaria campeón nacional en la edición. En 2014 Barcelona declina de participar en torneos de baloncesto.

Tras siete años de ausencia, en 2016 Barcelona se inscribe nuevamente en la Liga Provincial de Baloncesto. En la primera fecha del torneo se dio el clásico del astillero  ganando 67-61 contra Club Sport Emelec. al final de la temporada Barcelona logra su segundo campeonato provincial al ganar al ganar por 88-53 al Club Juvenil de Vinces. 

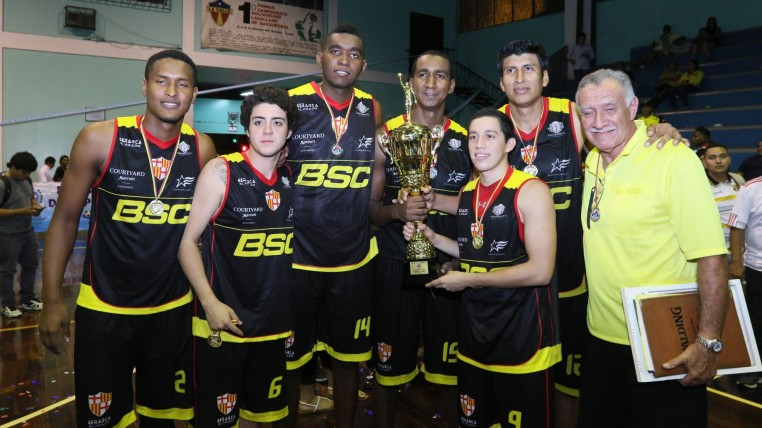
Campeón Provincial 2016

 En el año 2017 Barcelona reanuda su participación en la Liga Ecuatoriana de Baloncesto. Barcelona tendría una buena participación en la edición, llegando a ser semifinalista al ser derrotado por el equipo de Piratas de los Lagos de Ibarra. Para el año 2018 Barcelona vuelve a participar en la Liga Nacional, donde pudo clasificó cuarto a play offs donde fue eliminado 0-2 en la serie frente al equipo de Guerreros del Neumane de Santo Domingo.
Para el año 2019 ya se encontraba en proyecto la creación de una Superliga Profesional de Baloncesto independiente de la Federación Ecuatoriana de Básquetbol, por lo que se puso en duda la continuidad en la Liga Nacional, finalmente por problemas logísticos y económicos la edición 2019 de la liga fue cancelada. En el 2020 los torneos nacionales de baloncesto fueron cancelados a causa de la crisis sanitaria por covid-19 en Ecuador. 
Para el año 2021 se crea el convenio entre Barcelona y la Fundación Caballito Zeballos, alianza mediante la cual se crearon las formativas de baloncesto de Barcelona por lo que el club pudo se pudo presentar en varias categorías de los campeonatos organizados por la Federación Ecuatoriana de Básquetbol. El mismo año es anunciada la creación del profesionalismo del baloncesto en Ecuador, con la presentación de la Liga Ecuatoriana de Baloncesto Profesional.
En el año 2022 Barcelona participa en la primera edición de la Liga Básquet Pro donde clasifica segundo en la tabla acumulada. En la fase de eliminación directa derrota a Guerreros de Santo Domingo por un global de 3-1 en cuartos de final. En semifinales se encuentra con el equipo de Spartans de Quito a quien logra vencer por 3-2 en la serie y con ello clasificar a la final contra el equipo de Jorge Guzman de Loja donde Barcelona se quedaría con el vicecampeonato al caer derrotado por un global de 2-4.

## Coliseo
La sección de baloncesto de Barcelona ha tenido como sede de entrenamiento las canchas de FEDENADOR, las canchas del antiguo Banco Central, entre otros. Al igual que muchos equipos inscritos en la Asociación de Basketball del Guayas, Barcelona hacia de local en el antiguo Coliseo Abel Jiménez Parra ubicado al sur de la ciudad y para juegos de mayor convocatoria jugó de local en el Coliseo Voltaire Paladines Polo. 
En la actualidad Barcelona hace de local en el nuevo Coliseo Abel Jimenez Parra ubicado al norte de Guayaquil dentro de Parque Samanes con una capacidad para 1300 espectadores. Mientras que formativas de Barcelona tienen como sede las canchas de la Fundación Caballito Zeballos ubicadas en el sector de los sauces, norte de la ciudad. 

## Jugadores
Muchos jugadores han defendido los colores de este club, sin embargo nombraremos a algunas de sus figuras más relevantes : Engels Tenorio, Raúl Cárdenas, Carlos Carcelén, Engels Tenorio Jr, Manuel Nazareno, Mairon Cuero, Gonzalo Navarro,  Patricio Honores, los norteamericanos , Jeff Simpson Allan Sheppard, Jonathan Walker, Jason Horton. Actualmente muchos de estos jugadores aún juegan por el club y se apuesta a la renovación, que está en manos de Josué Bermeo, Marvin Cairo, Carlos Cortez, Kevin Ramirez, Brian Ayoví, Daniel Ceballos Jr, Roldan Jair, David Aparicio, Elias Medina,Johan Moyano, Sebastian Solano, Gustavo Pérez, Julian Sotomayor,  Pepe Gaviño, Esteban Nieto, , Jafet Tenorio, Ezequiel Zurita, Emilio Jimenez, Juan Astudillo, Jeremy Corozo, Nicolas Zevallos, Andres Quezada, Ariel Bustamante, Alan Zambrano, Etc

## Datos del club
- Temporadas en Liga Ecuatoriana de Baloncesto: 4
- Temporadas en Liga Básquet Pro: 4
- Participaciones internacionales:
  - Campeonato Sudamericano de Clubes Campeones (1): 2008

## Palmarés

### Torneos nacionales
- Liga Ecuatoriana de Baloncesto (1):  2008
- Subcampeón Liga BásquetPro (1):  2022

### Torneos provinciales
- Torneo Preparatorio del Guayas (1):  2008
- Asociación de Baloncesto del Guayas (2):  2008, 2016
- Subcampeón Torneo Asociación de Baloncesto del Guayas (1):  2009

### Torneos juveniles
- Liga Nacional de Baloncesto U18 - Serie B (1):  2022
- Torneo Asobasket Guayas U21 (1):  2022
- Torneo Asobasket Guayas U23 (1):  2022
- Torneo Ruta del Sol U13 (1):  2022
- Torneo Ruta del Sol U15 (1):  2022
- Torneo Liga Invernal Pazeba U25 (1):  2022
- Subcampeón Torneo Ruta del Sol U13 Mujeres (1):  2022
- Subcampeón Torneo Ruta del Sol U15 Mujeres (1):  2022